# Polakowo (Świdwin)
Polakowo [pronunciación en polaco: /pɔlaˈkɔvɔ/] es un pueblo ubicado en el distrito administrativo de Gmina Rąbino, dentro del Condado de Świdwin, Voivodato de Pomerania Occidental, en el norte-Polonia occidental. Se encuentra aproximadamente a 5 kilómetros al suroeste de Rąbino, a 11 kilómetros al noreste de Świdwin, y a 99 kilómetros al noreste de la capital regional Szczecin.
Antes de 1945, el área fue parte de Alemania. Para la historia de la región, véase Historia de Pomerania.